# 인도 영어
인도 영어(영어: Indian English)는 인도에서, 혹은 영미권에 거주하는 인도계 주민들이 사용하는 영어의 한 갈래이다. 영어는 힌디어와 더불어 인도의 공용어로 채택되어 있으며, 대개 다른 지역의 영어와는 구분되는 독특한 방식으로 발음한다.

## 같이 보기
- 인도식 기수법
- 인도의 공용어 목록
- 맹글리시